# Interros
Interros (russisch Интеррос) ist eine russische Holding mit Sitz in Moskau. Präsident des Unternehmens ist Wladimir Potanin (bis Anfang 2008 zusammen mit Michail Prochorow).
Interros ist als Investmentgesellschaft tätig und wurde 1990 gegründet. Interros hält in Russland Beteiligungen an Unternehmen unter anderem im Montan- und Energiesektor sowie im Handels-, Medien- und Immobilienbereich.
Der Wert von Interros belief sich im Jahr 2006 auf 9,4 Mrd. US-Dollar.
Im Oktober 2006 wurde der Sender Rambler TV an die Medien-Holding Prof-Media verkauft, die wiederum zum Konzern Interros gehört.
Prof-Media besitzt folgende Fernsehsender: 2×2, TV3 und MTV Russland.

## Beteiligungen (Auswahl)
- Metallurgie und Bergbau (MMC Norilsk Nickel 60 %)
- Öl und Energie (Russia Petroleum)
- Gold (Polyus Gold 60 %)
- Finanzsektor (Soglasije Versicherungsgesellschaft, Rosbank 37 %, privater Pensionsfonds „Interros-Dostoinstwo“)
- Agrarsektor (Agros Group, 100 %)
- Medien (Prof-Media-Holding)
- Immobilien und Tourismus (Open Investments und Roza Khutor Companies)